# Santa Rosa do Purus
Santa Rosa do Purus est une ville brésilienne du centre de l'État de l'Acre. Sa population était estimée à 2 729 habitants en 2006. La municipalité s'étend sur 5 981 km2.

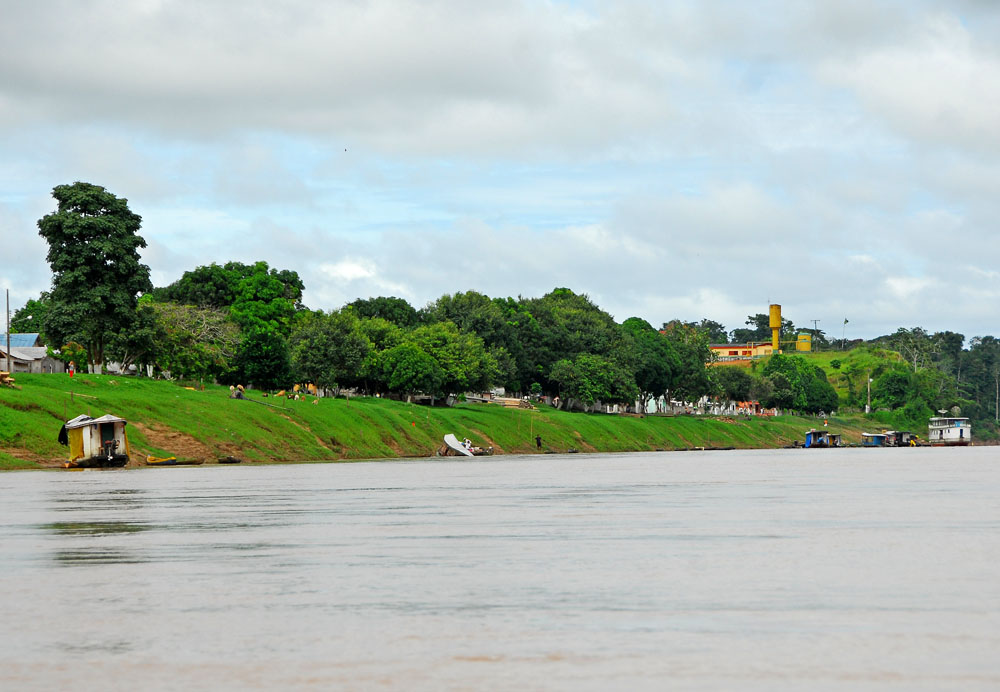

## Maires
| Période | Période | Identité                     | Étiquette | Qualité |
| ------- | ------- | ---------------------------- | --------- | ------- |
| 2009    | 2012    | José Brasil Barbosa da Silva | PT        |         |